# Conférences TALN
 (novembre 2021).
Les conférences TALN (Traitement Automatique de Langues Naturelles) sont des conférences scientifiques, organisées sous l'égide de l'Association pour le traitement automatique des langues (ATALA) avec le soutien de la Délégation générale à la langue française et aux langues de France (DGLFLF), qui permettent à la communauté scientifique du traitement automatique des langues de se retrouver et d’échanger sur de nombreuses problématiques (analyse syntaxique, traitement de la parole, extraction de connaissances, sémantique de corpus, etc.). Elles sont le rendez-vous annuel, qui offre, depuis 1994, le plus important forum d'échange international francophone aux acteurs universitaires et industriels des technologies de la langue française.

## Objet
Ces conférences réunissent une communauté scientifique interdisciplinaire abordant le domaine des sciences du langage à la fois sous ses aspects théoriques et pratiques.

## Organisation
Ces conférences sont l'événement annuel de l'Association pour le traitement automatique des langues (ATALA). Elles sont organisées avec le soutien des gouvernements français (DGLFLF) et du réseau mondial francophone AUF, et ces dernières années en collaboration avec d'autres organisations : le 4e salon de l'innovation en TAL en 2017 ou l'ARIA (Association francophone de Recherche d'Information et Applications) en 2018.

## Historique
Ces conférences sont organisées depuis 1994 initialement sous l'impulsion du « pôle Langage naturel » du GdR-PRC Communication Homme-Machine[Quoi ?].
Depuis 1997, l'organisation de ces conférences échoit chaque année à un laboratoire différent, concerné par le secteur scientifique du traitement automatique de langues. Depuis 1999, TALN se déroule sous l’égide de l'Association pour le traitement automatique des langues. Un comité permanent, créé en 1998, recueille les candidatures pour l'organisation des éditions successives de la conférence et assure sa pérennité.
Depuis 1999, la conférence RÉCITAL (Rencontre des étudiants chercheurs en informatique pour le traitement automatique des langues) se déroule sous la forme d’une session étudiante de TALN. En 2004, 2008 et 2012, les conférences TALN-RECITAL ont eu lieu avec la conférence « Journées d'études en parole » (JEP).
L'intérêt de ces conférences est de partager avec la communauté scientifique internationale les théories, méthodes et algorithmes de recherche en traitement automatique du langage naturel (TALN) en langue française. La conférence de 2008 à Avignon a réuni des travaux de plus de 300 chercheurs venant de 14 pays, ce qui a donné un caractère international à TALN.
Au 2 octobre 2015, la conférence est organisée avec le soutien de la Délégation générale à la langue française et aux langues de France (DGLFLF).
| Rang | Nom                           | Organisateur                                                                                                  | Dates                      | Lieu                |
| ---- | ----------------------------- | --- | -------------------------- | ------------------- |
| 1    | TALN 94                       | 2LC | 7 - 8 avril 1994           | Marseille           |
| 2    | TALN 95                       | 2LC | 13 - 16 juin 1995          | Marseille           |
| 3    | TALN 96                       | 2LC | 22 - 24 mai 1996           | Marseille           |
| 4    | TALN 97                       | CLIPS-IMAG | 12 - 13 juin 1997          | Grenoble            |
| 5    | TALN 98                       | AP-HP et U. Paris 6                                                                                           | 10 - 12 juin 1998          | Paris               |
| 6    | TALN 99                       | TALaNa | 12 - 17 juillet 1999       | Cargèse             |
| 7    | TALN 2000                     | LATL, Genève École polytechnique fédérale de Lausanne                                                         | 16 - 18 octobre 2000       | Lausanne            |
| 8    | TALN-RECITAL 2001             | LI | 2 - 5 juillet 2001         | Tours               |
| 9    | TALN-RECITAL-JEP 2002         | ATILF/LORIA                                                                                                   | 24 - 27 juin 2002          | Nancy               |
| 10   | TALN-RECITAL 2003             | IRIN | 11 - 14 juin 2003          | Batz-sur-Mer        |
| 11   | TALN-RECITAL-JEP 2004         | CNRS d'Aix-en-Provence                                                                                        | 9 - 22 avril 2004          | Fès, Maroc.         |
| 12   | TALN-RECITAL 2005             | LIMSI-CNRS | 6 - 10 juin 2005           | Dourdan             |
| 13   | TALN-RECITAL 2006             | Faculté des lettres de Louvain                                                                                | 10 - 13 avril 2006         | Louvain             |
| 14   | TALN-RECITAL 2007             | IRIT & ERSS                                                                                                   | 5 - 8 juin 2007            | Toulouse            |
| 15   | TALN-RECITAL-JEP 2008         | Laboratoire Informatique d'Avignon de l'université d'Avignon et des Pays de Vaucluse                          | 9 - 13 juin 2008           | Avignon             |
| 16   | TALN-RECITAL 2009             | Laboratoire Informatique Paris Nord de l'université Paris 13                                                  | 24 - 26 juin 2009          | Senlis              |
| 17   | TALN-RECITAL 2010             | École polytechnique de Montréal, Université de Montréal                                                       | 19 - 23 juillet 2010       | Montréal            |
| 18   | TALN-RECITAL 2011             | Université Montpellier-II                                                                                     | 27 juin - 1er juillet 2011 | Montpellier         |
| 19   | TALN-JEP-RECITAL 2012         | Université Stendhal                                                                                           | 4 - 8 juin 2012            | Grenoble            |
| 20   | TALN-RECITAL 2013             | Université Stendhal de Nantes                                                                                 | 17 - 21 juin 2013          | Les Sables-d'Olonne |
| 21   | TALN-RECITAL 2014             | Université d'Aix-Marseille                                                                                    | 1er - 4 juillet 2014       | Marseille           |
| 22   | TALN-RECITAL 2015             | Université de Caen-Normandie                                                                                  | 20 - 25 juin 2015          | Caen                |
| 23   | TALN-JEP-RECITAL 2016         | Institut national des langues et civilisations orientales                                                     | 4 - 8 juillet 2016         | Paris               |
| 24   | TALN-RECITAL-SITAL 2017       | Université d'Orléans                                                                                          | 26 - 30 juin 2017          | Orléans             |
| 25   | CORIA-TAL-RJC 2018            | IRISA; Inria Bretagne-Atlantique                                                                              | 14 - 18 mai 2018           | Rennes              |
| 26   | TALN-RECITAL 2019             | Plate-Forme Intelligence Artificielle (PFIA)                                                                  | 01-05 juillet 2019         | Toulouse            |
| 27   | JEP-TALN-RECITAL 2020         | | 8-19 juin 2020             | Nancy               |
| 28   | TALN-RECITAL 2021             | | 28 juin-2 juillet 2021     | Lille               |
| 29   | TALN-RECITAL 2022             | Laboratoire Informatique d'Avignon de l'université d'Avignon et des Pays de Vaucluse                          | 27 juin - 1er juillet 2022 | Avignon             |
| 30   | CORIA TALN RJCRI RECITAL 2023 | Laure SOULIER (Sorbonne Université), Benjamin PIWOWARSKI (ISIR), Anne VILNAT (LISN), Christophe SERVAN (LISN) | 5-9 juin 2023              | Paris               |
| 31   | JEP TALN RECITAL 2024,        | José Moreno (IRIT), Chloé Braud (IRIT)                                                                        | 8-12 juillet 2024          | Toulouse            |
| 32   | JEP TALN RECITAL 2025,        | Leonor BECERRA (Aix-Marseille Université), Adrian CHIFU (Aix-Marseille Université)                            | 30 juin - 4 juillet 2025   | Marseille           |

### Liens connexes
- Association pour le traitement automatique des langues (ATALA), association francophone
- Défi fouille de texte